# 櫻井陽二
櫻井 陽二（さくらい ようじ、1942年 - ）は、日本の政治学者、明治大学名誉教授。専門は、フランス政治学。日仏政治学会前理事長。

## 来歴
1965年3月明治大学政治経済学部経済学科卒業、1967年3月同大学院政治経済学研究科修士課程修了。1969年3月同大学院政治経済学研究科博士課程中途退学。1980年4月明治大学政治経済学部教授。2008年3月に明治大学から博士（政治学）を授与される。2013年明治大学名誉教授。東京外国語大学大学院兼任講師。

## 著書

### 単著
- 『フランス政治体制論――政治文化とゴーリズム』（芦書房, 1985年）
- 『ビュルドーの政治学原論――フランス正統派政治学理論の研究』（芦書房, 2007年）
- 『松平齊光における政治科学と天皇制』（芦書房, 2010年）

### 編著
- 『フランス政治のメカニズム』（芦書房, 1995年）

### 共著
- （共著：芝田秀幹）『政治社会学　政治学を捉えなおす』（泉文堂，2024年）

### 訳書
- （シーモア・ドレッシャー）『デモクラシーのディレンマ』（荒地出版社, 1970年）
- （マテイ・ドガン, ドミニク・ペラッシー）『比較政治社会学――いかに諸国を比較するか』（芦書房, 1983年）
- （ジャック・ライヴリー）『デモクラシーとは何か』（芦書房, 1989年）
- （マテイ・ドガン, ドミニク・ペラッシー）『西欧先進社会と国家肥大――福祉国家とコーポラティズム 』（芦書房, 1992年）
- （マテイ・ドガン）『ヨーロッパの民主政治――類似点と相違点』（芦書房, 1995年）
- （マテイ・ドガン）（共訳：外池力, 芝田秀幹）『比較政治社会学の新次元』（芦書房, 2011年）